# La Chapelle-Hermier
La Chapelle-Hermier è un comune francese di 803 abitanti situato nel dipartimento della Vandea, nella regione dei Paesi della Loira.

## Società

### Evoluzione demografica
Abitanti censiti